# خورخي كوستا (متسابق مشي)
خورخي كوستا (بالبرتغالية: Jorge Costa) هو عداء مشي برتغالي، ولد في 20 مارس 1961 في فارو في البرتغال.

## وصلات خارجية
- خورخي كوستا على موقع الاتحاد الدولي لألعاب القوى (الإنجليزية)
- خورخي كوستا على موقع الاتحاد الأوروبي لألعاب القوى (الإنجليزية)
- خورخي كوستا على موقع أوليمبيديا (الإنجليزية)